# Kazan (řeka)
Kazan (v inuktitutu ᓴᕐᕙᖅᑑᖅ nebo Harvaqtuuq) je řeka v severní Kanadě, dlouhá 732 km. Pramení v oblasti kanadských čtyř rohů, kde spolu sousedí Manitoba, Saskatchewan, Severozápadní teritoria a Nunavut. Vytéká z jezera Kasba Lake a směřuje k severovýchodu, na horním toku protéká lesy zakrslého modřínu amerického, na dolním toku ji obklopuje tundra zvaná Barren grounds. Nejdelším přítokem je Kunwak, Kazan protéká jezery Ennadai, Angikuni a Yathkyed a vlévá se do Bakerova jezera, které je průlivem Chesterfield Inlet spojeno s Hudsonovým zálivem. Na řece se nachází mnoho peřejí, největší jsou 25 metrů vysoké Kazan Falls. Břehy jsou tvořeny převážně červeným pískovcem.
Oblast okolo řeky Kazan je dějištěm jedné z největších migrací v živočišné říši, ročně tudy putuje až půl milionu sobů. Tato stáda k řece tradičně lákala inuitské a čipevajské lovce. Tok řeky jako první zmapoval v roce 1894 Joseph Burr Tyrrell. Název je odvozován od domorodého výrazu kasba (řeka bílých koroptví) nebo od hory Mont de Kazan v Québeku, odkud sem přišli první oblátští misionáři.
V roce 1990 byla řeka zapsána na seznam Canadian Heritage Rivers System. Jmenuje se podle ní Kazanská oblast, část Kanadského štítu. Díky prudkému toku je řeka oblíbenou lokalitou rekreačních vodáků.